# Оксандролон
Оксандролонът е синтетичен стероид с анаболни и андрогенни свойства, за първи път синтезиран през 1962 г.
По предназначение се използва за медицински цели, например за повишаване на телесната маса при хора със здравословни състояния. Както с всички други анаболни стероиди обаче с оксандролона също се злоупотребява и затова е контролирано вещество.
Оксандролонът е опасен за човека и води до безплодие, проблеми с черния дроб и дори рак.